# Erevanske znamenitosti
Erevan sestavlja množica parkov, vrtov, kipov, zgradb in drugih spomenikov. Ta članek predstavlja nekaj glavnih spomenikov Erevana.

## Spomenik armenskemu genocidu
Spomenik armenskemu genocidu stoji na hribu na zahodu s pogledom na mesto, imenovan Cicernakaperd (armensko Հայոց ցեղասպանության զոհերի հուշահամալիր, Hayots tseghaspanutyan zoheri hushahamalir ali Ծիծեռնակաբերդ, Tsitsernakaberd). Njegova gradnja se je začela leta 1966, potem ko je milijon Armencev ob 50. obletnici genocida demonstriral v Erevanu. Gradnja spomenika je bila končana leta 1968.
Sestavljen je iz 44 metrov visoke stele, 12 nagnjenih plošč iz granita, ki so nameščene v krogu, večnega ognja v središču kroga, 100 metrov dolge stene z napisi imen armenskih mest in vasi, kjer je znano je, da je prišlo do pokolov, muzeja in parka.
Vsako leto 24. aprila na tisoče Armencev iz Armenije in po svetu obeleži obletnico genocida s polaganjem rož okoli večnega ognja.
Poleg tega je v Ečmiadzinu, sedežu Armenske apostolske cerkve, še en spomenik genocida.

## Trg Republike
Trg republike je osrednje območje prestolnice in je eden glavnih prostorov za prireditve in srečanja. Arhitekt Aleksander Tamanian je že v svojem času pripravljal načrte za ta trg, vendar se je gradnja končala šele v 1970-ih. V bližini je Zgodovinski muzej Armenije.

## Armenska opera
Armensko operno gledališče je glavna gledališka dvorana armenske prestolnice. Ima koncertno dvorano Aram Hatčaturjan, narodno gledališče opere in baleta Alexander Spendiarjan.
Tako kot večina sodobnega Erevana je tudi ta zgradba od 1920-ih let naprej narisana na slikah Aleksandra Tamanijana. Poleg trga Republike je glavno mesto erevanskih festivalov.

## Kaskade
Kaskade so bile ustvarjene v 1970-ih kot preprosto okrasno delo, s padcem Sovjetske zveze pa so jih oživili in jim dali več pozornosti. Privatizacija spomenika je povzročila več projektov, predvsem obnovo, gradnjo muzeja sodobne umetnosti, več nepremičninskih projektov, itd. Poleg tega se Kaskade včasih uporabljajo kot koncertna dvorana na prostem, kot je bilo to slučaj v 2006 s tamkajšnjim koncertom zasedbe Armenske vojaške godbe.
- Kaskade
- Pogled na Kaskade od zgoraj

## Mati Armenija
Spomenik Mati Armenija je monumentalni kip v parku Victory s pogledom na glavno mesto Erevan. Njegova gradnja se je začela leta 1950 poleg kipa Josipa Stalina. Po smrti slednjega so njegov kip leta 1967 odstranili in ga nadomestili s spomenikom Mati Armenija.
Znotraj 50 metrov visokega podstavka je muzej Matere Armenije Ministrstva za obrambo. Ko je bil prvič zgrajen, je bil vojaški muzej z eksponati o drugi svetovni vojni. Zdaj je velik delež razstavnega prostora namenjen vojni v Gorskem Karabahu. 23 metrov visok kip predstavlja žensko bojevnico, oboroženo z mečem, s pogledom na celotno mesto.

## Matenadaran
Matenadaran, uradno Mesrop Maštoc inštitut starodavnih rokopisov, je ena najbogatejših knjižnic knjig in rokopisov na svetu. Ima 17.000 rokopisov, od katerih nekateri izvirajo iz leta 405, leta, ko je Maštoc izumil armensko abecedo.
Ustanovljen je bil leta 1959, da bi ohranil in vzdrževal starodavne rokopise, stoji v drevoredu Maštoc.
- Mašdoc avenija.
- Eden od rokopisov v Matenadaranu.

## Trdnjava Erebuni
Ta starodavna trdnjava, ki sta jo v 8. stoletju pred našim štetjem ustvarila urartska kralja Argišti I. in Sarduri II., velja za rojstni kraj Erevana. Stoji v jugovzhodnih soseskah mesta.

## Stolnica sv. Gregorja
Dokončana leta 2001, je bila masivna stolnica sv. Gregorja Razsvetitelja zgrajena ob 1700. obletnici armenskega sprejema krščanstva kot državne religije leta 301. Včasih ima tudi vzdevek cerkev obletnice.

## Modra mošeja
Modra mošeja ali Gök Jami je edina nedotaknjena mošeja, ki je ostala od osmih, ki so nekoč stale v Erevanu. Zgrajena je bila leta 1766 v času vladavine Huseina Alija. Leta 1952 so jo spremenili v muzej o zgodovini Erevana, vendar so ga sredi 1990-ih restavrirali in ponovno odprli kot delujočo mošejo.
- The Blue Mosque of Yerevan after its restoration.